# Mặt (hình học)
Trong hình học không gian, một mặt là một bề mặt (phẳng) mà tạo thành một phần của biên giới của một vật đặc; một khối rắn ba chiều bao bọc bởi các mặt phẳng là một đa diện.
Trong các định nghĩa kỹ thuật phức tạp hơn về hình học của đa giác và đa diện bậc cao hơn, thuật ngữ này cũng được sử dụng để chỉ một phần của bất kỳ độ đo nào của một đa diện tổng quát hơn (trong bất kỳ số chiều không gian nào).